# Pia Pakarinen
Pia Pakarinen, également connu sous le nom de Pia Lamberg, née le 5 octobre 1990, est une mannequin et actrice finlandaise élue Miss Finlande 2011. 

## Biographie
Native de Juuka, Pakarinen déménage, en 2009, à Joensuu. Elle participe ensuite à l'édition de 2011 du concours Miss Finlande qu'elle remporte, le 5 mars 2011. Elle participe au concours de Miss Univers 2011 où elle n'arrive pas à intégrer le top 16. 
Quatre jours après, le 16 septembre 2011, elle annonce, à la télévision finlandaise, qu'elle restitue sa couronne et abandonne son titre de Miss Finlande. Elle cite de profonds désaccords avec les responsables du comité ainsi qu'un sentiment de solitude et de ne pas être soutenu par les responsables. La première dauphine Sara Sieppi reçoit le titre et termine le règne commencé par Pakarinen.
À partir de 2013, Pia Pakarinen décide de prendre le nom de jeune fille de sa mère et se fait appeler Pia Lamberg. Elle commence une carrière d'actrice aux États-Unis notamment par de petits rôles dans divers séries télévisées avant d'obtenir un rôle dans la série SAF3.